# جون كروسبي
جون كروسبي (بالإنجليزية: Jon Crosby) (25 يوليو 1976، لوس أنجلوس في الولايات المتحدة)؛ مغن مؤلف، عازف قيثارة وروائي أمريكي.

## روابط خارجية
- جون كروسبي على موقع ميوزك برينز (الإنجليزية)
- جون كروسبي على موقع إن إن دي بي (الإنجليزية)
- جون كروسبي على موقع ديسكوغز (الإنجليزية)